# Andreas Eschbach
Andreas Eschbach (* 15. září 1959 v Ulmu) je německý spisovatel a je jeden z nejznámějších zástupců moderní německé science fiction.
Po maturitě na gymnáziu v Ehingenu studoval ve Stuttgart techniku letectví a astronautiky, tato studia ale nedokončil a místo toho začal pracovat jako softwarový vývojář a podnikatel. Po svém spisovatelském úspěchu se zcela koncentroval na psaní.
Od roku 2003 žije v Bretani. Eschbach je ženatý a má jednoho syna (* 1983).
Napsal knihy jako Bilion dolarů, Poslední svého druhu, Dokonalý dvojník, Video s Ježíšem a další úspěšné knihy. Ale jeho největším bestsellerem se stala kniha Tkalci gobelínů, která sklidila v Německu i po světě velký úspěch.

## Dílo (výběr)

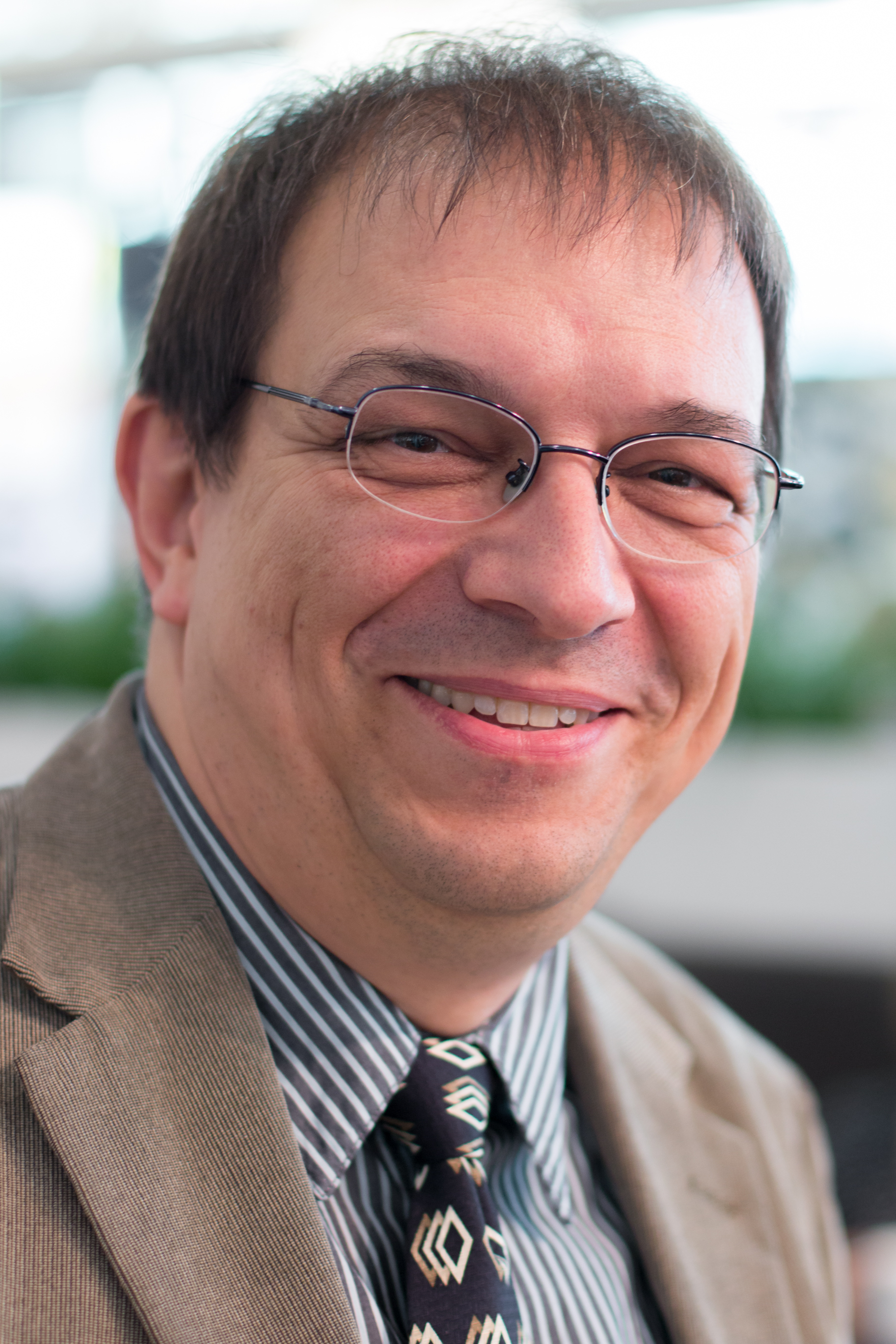
Andreas Eschbach (2014)

- Solární stanice (1996),
- Bilión dolarů (2001),
- Tkalci gobelínů (2001),
- Dokonalý dvojník (2004),
- Poslední svého druhu (2004),
- Video s Ježíšem (2004),
- Nobelova cena (2005),
- Ropný kolaps (2008).Andreas Eschbach (2014)